# خروس جنگی بی‌مانند
خروس جنگی بی‌مانند: دربارهٔ زندگی و هنر هوشنگ ایرانی  کتابی است شامل مقالاتی در مورد هوشنگ ایرانی، شاعر نوگرای دههٔ ۱۳۳۰ که به زندگی و آثار او می‌پردازد. این کتاب در سال ۱۳۸۰ در تهران به کوشش سیروس طاهباز و توسط نشر و پژوهش فرزان روز به چاپ رسید.

## پیش‌زمینه
همزمان با شکل‌گیری حرکت‌های جدید در شعر دههٔ هفتاد ایران، به یک‌باره جامعهٔ ادبی ایران به بررسی زندگی و شعر هوشنگ ایرانی پرداخت. هوشنگ ایرانی شاعر نوگرای دههٔ ۱۳۳۰ شمسی یکی از کسانی است که منتقدین در دهه‌های بعد، دستاوردهای جدید شعر فارسی را به او منتسب می‌کنند. پس از سال‌ها که در محافل ادبی نامی از ایرانی برده نمی‌شد، انتشار کتاب «خروس جنگی بی مانند» که به کوشش سیروس طاهباز تهیه و منتشر شد فرصتی را فراهم کرد که ادبیات ایران بار دیگر نگاهی به زندگی و هنر این شاعر و هنرمند نوگرا داشته باشد.

## محتوای کتاب
این کتاب با معرفی هوشنگ ایرانی و بررسی اجمالی مختصات سروده‌های او آغاز می‌شود. سپس سروده‌های او شامل مجموعه‌های بنفش تند بر خاکستری، خاکستری، شعله‌ای پرده را برگرفت و ابلیس به درون آمد و اکنون به تو می‌اندیشم، به توها می‌اندیشم به چاپ می‌رسد. در بخش بعدی کتاب، چند نوشتهٔ پراکنده، نقد و ترجمه از هوشنگ ایرانی با عناوینی از این دست به چاپ رسیده‌است: «شناخت نوی، فرمالیسم»، «بررسی، هنر نو»، «انتقاد نیما یوشیج: پیش‌گفتار آخرین نبرد»، «ناله‌هایی از زندان ریدینگ» از اسکار وایلد و «شب برای بیداران».

## اطلاعات کتاب
خروس جنگی بی‌مانند: دربارهٔ زندگی و هنر هوشنگ ایرانی، [به کوشش:] سیروس طاهباز، تهران: نشر و پژوهش فرزان روز، ۱۳۸۰

## پی‌نوشت
1. ↑  پورمحسن، «خروس جنگی بی‌مانند»، روزنامهٔ اعتماد، ۵.
2. ↑  طاهباز، خروس جنگی بی‌مانند.
3. ↑  پورمحسن، «خروس جنگی بی‌مانند»، روزنامهٔ اعتماد، ۵.
4. ↑  خروس جنگی بی‌مانند.
5. ↑  طاهباز، خروس جنگی بی‌مانند.